# 冯玉臻
冯玉臻（1963年7月—），男，汉族，内蒙古和林格尔人，中华人民共和国政治人物。毕业于中共内蒙古自治区委员会党校经济管理专业，大学学历，第十二届全国人民代表大会内蒙古地区代表。

## 生平
1980年8月参加工作。1989年6月加入中国共产党。2011年11月任阿拉善盟盟委副书记、盟长。2013年当选为第十二届全国人大代表。
2017年6月，任中共呼和浩特市委副书记；次月任呼和浩特市人民政府市长。2018年2月24日，当选为第十三届全国人大代表。
2019年12月，任中共通辽市委书记。2021年5月卸任通辽市委书记，改任内蒙古自治区人大财经委副主任委员。